# Кубок вызова ЕКВ среди женщин 2024/2025
17-й розыгрыш Кубка вызова ЕКВ среди женщин (52-й с учётом Кубка обладателей кубков и Кубка топ-команд) проходил с 8 октября 2024 по 11 марта 2025 года с участием 49 команд из 22 стран-членов Европейской конфедерации волейбола. Победителем турнира стала итальянская «Рома» (Рим).

## Система квалификации
Места в Кубке вызова ЕКВ 2024/2025 были распределены по рейтингу ЕКВ на сезон 2024/2025, учитывающему результаты выступлений клубных команд стран-членов ЕКВ в Кубке ЕКВ и Кубке вызова ЕКВ на протяжении трёх сезонов (2020/2021—2022/2023). Согласно ему все страны-члены ЕКВ получили возможность заявить своих представителей в розыгрыш Кубка вызова. 
Страны с рейтинговыми очками, получившие возможность включить своих представителей в розыгрыш Кубка вызова ЕКВ 2024/2025 (в скобках — представительство согласно рейтингу): Румыния, Чехия, Сербия, Венгрия, Греция, Испания, Бельгия, Португалия, Хорватия, Швейцария, Словения, Россия, Австрия, Израиль, Словакия (все — по 2 команды), Турция, Италия, Германия, Франция, Польша (все — по одной команде). Из стран, не имеющих рейтинговых очков, заявки поступили от Болгарии, Боснии и Герцеговины, Дании, Кипра, Латвии, Литвы, Нидерландов, Норвегии, Фарерских островов, Финляндии. Отстранены от участия в Кубке команды России и Белоруссии. Отказались от участия команды Турции, Франции и Польши и стран, не имеющих рейтинговых очков (кроме 10 вышеуказанных). Только одну команду вместо двух заявили Сербия, Венгрия, Бельгия, Португалия, Словения. Дополнительные места в розыгрыше получили: Румыния (1), Германия (1), Чехия (1), Греция (3), Швейцария (2), Финляндия (1), Болгария (1), Нидерланды (2). Путёвки в розыгрыш получили победители розыгрышей Кубка BVA («Галатасарай» Турция) и Кубка WEVZA («Рома» Италия).

## Команды-участницы
| Страна               | Команда                              |
| -------------------- | ------------------------------------ |
| Румыния              | «Рапид» (Бухарест)                   |
| Румыния              | «Тырговиште» (Тырговиште)            |
| Румыния              | «Лугож» (Лугож)                      |
| Турция               | «Галатасарай» (Стамбул)              |
| Италия               | «Реале Мутуа Фенера» (Кьери)         |
| Италия               | «Рома» (Рим)                         |
| Германия             | «Потсдам» (Потсдам)                  |
| Германия             | «Висбаден» (Висбаден)                |
| Чехия                | «Шельмы» (Брно)                      |
| Чехия                | «Олимп» (Прага)                      |
| Чехия                | «Острава» (Острава)                  |
| Сербия               | «Уб» (Уб)                            |
| Венгрия              | «МАВ-Элёре» (Секешфехервар)          |
| Греция               | «Панатинаикос» (Афины)               |
| Греция               | «Олимпиакос» (Пирей)                 |
| Греция               | АЭК (Афины)                          |
| Греция               | «Тетис Вулас» (Вула)                 |
| Греция               | «Тирас» (Тира)                       |
| Испания              | «Уникаха Андалусия» (Дос-Эрманас)    |
| Испания              | «Сан-Кугат» (Сан-Кугат-дель-Вальес)  |
| Бельгия              | «Шарлеруа» (Шарлеруа)                |
| Португалия           | «Бенфика» (Лиссабон)                 |
| Хорватия             | «Марина-Каштела» (Каштел Гомилица)   |
| Хорватия             | «Келтекс» (Карловац)                 |
| Швейцария            | «Дюдинген» (Дюднген)                 |
| Швейцария            | «Пфеффинген» (Пфеффинген)            |
| Швейцария            | «Канти» (Шаффхаузен)                 |
| Швейцария            | «Женев» (Женева)                     |
| Словения             | «ГЕН-И Воллей» (Нова-Горица)         |
| Австрия              | «Нидеростеррайх-Сокол-Пост» (Швехат) |
| Австрия              | «Келаг-Вилдкатс» (Клагенфурт)        |
| Израиль              | «Маккаби» (Хайфа)                    |
| Израиль              | «Хапоэль» (Кфар-Сава)                |
| Словакия             | «УКФ Нитра» (Нитра)                  |
| Словакия             | ВКП (Братислава)                     |
| Болгария             | ЦСКА (София)                         |
| Болгария             | «Левски» (София)                     |
| Босния и Герцеговина | «Бимал-Единство» (Брчко)             |
| Дания                | «Хольте» (Хольте)                    |
| Кипр                 | «Олимпиада-Неаполис» (Никосия)       |
| Латвия               | РСУ-МСГ (Рига)                       |
| Литва                | «Каунас-ВДУ» (Каунас)                |
| Нидерланды           | «Фрисо» (Снек)                       |
| Нидерланды           | «Аполло-8» (Борне)                   |
| Нидерланды           | «Зволле» (Зволле)                    |
| Норвегия             | «Рандаберг» (Рандаберг)              |
| Фарерские острова    | «Флейр» (Торсхавн)                   |
| Финляндия            | «Пёлкки Куусамон» (Куусамо)          |
| Финляндия            | «Кангасала» (Кангасала)              |

## Система проведения розыгрыша
В розыгрыше принимают участие 49 команд. На всех стадиях турнира применяется система плей-офф, то есть команды делятся на пары и проводят между собой по два матча с разъездами. Победителем пары выходит команда, одержавшая две победы. В случае равенства побед победителем становится команда, набравшая в рамках двухматчевой серии большее количество очков (за победу 3:0 и 3:1 даётся 3 очка, за победу 3:2 — 2 очка, за поражение 2:3 — 1, за поражение 1:3 и 0:3 очки не начисляются). Если обе команды при этом набирают одинаковое количество очков, то назначается дополнительный («золотой») сет, победивший в котором выходит в следующий раунд соревнований.

## Квалификационный раунд
8-10.10/ 15-17.10.2024
 «Олимпиакос» (Пирей) —  «Рандаберг»
10 октября. 3:0 (25:14, 25:20, 25:18).
16 октября. 3:0 (25:15, 25:8, 25:13).
 «Шельмы» (Брно) —  «Лугож»
8 октября. 0:3 (23:25, 12:25, 21:25).
16 октября. 0:3 (13:25, 19:25, 13:25).
 «Пфеффинген» —  «Бимал-Единство» (Брчко)  
9 октября. 3:0 (25:17, 25:16, 25:16).
16 октября. 3:1 (25:15, 25:10, 24:26, 25:9).
 «Галатасарай» (Стамбул) —  «Тирас» (Тира)  
8 октября. 3:0 (25:14, 25:20, 25:16).
15 октября. 3:0 (25:14, 25:11, 25:17).
 АЭК (Афины) —  РСУ-МСГ (Рига)  
8 октября. 3:1 (25:15, 25:14, 19:25, 25:20).
16 октября. 3:1 (20:25, 25:22, 25:14, 25:12).
 «Фрисо» (Снек) —  «Флейр» (Торсхавн)  
9 октября. 3:0 (25:9, 25:17, 25:17).
15 октября. 3:0 (25:16, 25:19, 25:15).
 «Келаг-Вилдкатс» (Клагенфурт) —  «Кангасала»
8 октября. 3:2 (25:22, 17:25, 17:25, 25:21, 15:10).
17 октября. 2:3 (22:25, 25:23, 25:13,16:25, 12:15). «Золотой» сет — 12:15.
 «Женев» (Женева) —  «Сан-Кугат» (Сан-Кугат-дель-Вальес)
9 октября. 0:3 (17:25, 13:25, 20:25).
16 октября. 1:3 (25:18, 11:25, 16:25, 21:25).
 «Канти» (Шаффхаузен) —  «Хольте»
9 октября. 3:2 (15:25, 25:16, 23:25, 25:16, 15:7).
15 октября. 3:1 (25:19, 21:25, 25:18, 25:23).
 ВКП (Братислава) —  «Потсдам»
9 октября. 0:3 (21:25, 20:25, 17:25).
16 октября. 0:3 (11:25, 20:25, 20:25).
 «Зволле» —  «Каунас-ВДУ» (Каунас)  
16 октября. 3:0 (25:18, 25:10, 25:20).
17 октября. 3:2 (27:25, 25:14, 23:25, 17:25, 15:7). Оба матча прошли в Зволле.
 «Тырговиште» —  «Острава»
9 октября. 3:1 (25:23, 25:20, 22:25, 25:22).
16 октября. 3:1 (26:28, 25:13, 25:22, 25:20).
 «Олимпиада-Неаполис» (Никосия) —  «Хапоэль» (Кфар-Сава)  
9 октября. 1:3 (20:25, 19:25, 25:14, 24:26).
10 октября. 3:0 (25:13, 25:15, 25:16). «Золотой» сет - 15:5. Оба матча прошли в Никосии.
 «Панатинаикос» (Афины) —  ЦСКА (София)  
9 октября. 3:0 (25:7, 25:16, 25:16).
16 октября. 3:1 (25:12, 25:20, 25:27, 25:16).
 «Пёлкки Куусамон» (Куусамо) —  «Аполло-8» (Борне)
9 октября. 0:3 (22:25, 23:25, 25:27).
16 октября. 0:3 (18:25, 22:25, 20:25).
 «Левски» (София) —  «УКФ Нитра» (Нитра)  
9 октября. 3:0 (25:12, 25:12, 25:14).
16 октября. 3:2 (25:19, 25:12, 24:26, 17:25, 16:14).
 «Рома» (Рим) —  «Келтекс» (Карловац)  
9 октября. 3:0 (25:9, 25:14, 25:16).
16 октября. 3:0 (25:17, 25:15, 25:9).
От участия в квалификационном раунде освобождены:
| «Марина-Каштела» (Каштел Гомилица) «МАВ-Элёре» (Секешфехервар) «Нидеростеррайх-Сокол-Пост» (Швехат) «Висбаден» «Бенфика» (Лиссабон) «Тетис Вулас» (Вула) «Маккаби» (Хайфа) «Реале Мутуа Фенера» (Кьери) | «Дюдинген» «Уб» «ГЕН-И Воллей» (Нова-Горица) «Олимп» (Прага) «Шарлеруа» «Уникаха Андалусия» (Дос-Эрманас) «Рапид» (Бухарест) |

## 1/16 финала
5-7.11/ 12-14.11.2024
 «Олимпиакос» (Пирей) —  «Марина-Каштела» (Каштел Гомилица)  
6 ноября. 3:0 (25:19, 25:21, 25:7).
13 ноября. 3:0 (25:17, 25:11, 25:7).
 «Лугож» —  «МАВ-Элёре» (Секешфехервар)  
6 ноября. 3:1 (23:25, 25:15, 25:21, 25:16).
12 ноября. 3:1 (25:23, 15:25, 25:21, 25:16).
 «Пфеффинген» —  «Нидеростеррайх-Сокол-Пост» (Швехат)  
6 ноября. 3:0 (25:18, 25:13, 25:22).
13 ноября. 2:3 (25:23, 23:25, 25:6, 25:27, 10:15).
 «Галатасарай» (Стамбул) —  «Висбаден»
5 ноября. 3:0 (25:22, 25:17, 25:14).
14 ноября. 3:1 (25:15, 25:15, 17:25, 25:20).
 АЭК (Афины) —  «Бенфика» (Лиссабон)
6 ноября. 1:3 (17:25, 11:25, 25:21, 19:25).
14 ноября. 0:3 (19:25, 19:25, 13:25).
 «Фрисо» (Снек) —  «Тетис Вулас» (Вула)
6 ноября. 1:3 (20:25, 18:25, 25:17, 23:25).
14 ноября. 2:3 (20:25, 25:21, 22:25, 25:23, 10:15).
 «Кангасала» —  «Маккаби» (Хайфа)  
12 ноября. 3:0 (25:17, 25:18, 25:20).
14 ноября. 3:0 (25:15, 25:12, 25:13). Оба матча прошли в Кангасале.
 «Сан-Кугат» (Сан-Кугат-дель-Вальес) —  «Реале Мутуа Фенера» (Кьери)
6 ноября. 0:3 (17:25, 21:25, 10:25).
13 ноября. 0:3 (9:25, 22:25, 23:25).
 «Канти» (Шаффхаузен) —  «Дюдинген»
6 ноября. 3:1 (25:23, 19:25, 25:22, 25:15).
13 ноября. 1:3 (25:17, 31:33, 22:25, 20:25). «Золотой» сет — 6:15.
 «Потсдам» —  «Уб» 
6 ноября. 3:0 (25:21, 25:18, 25:23).
13 ноября. 2:3 (26:24, 23:25, 25:19, 19:25, 13:15).
 «Зволе» —  «ГЕН-И Воллей» (Нова-Горица)
6 ноября. 3:1 (25:23, 20:25, 30:28, 26:24).
13 ноября. 0:3 (20:25, 21:25, 14:25). «Золотой» сет — 10:15.
 «Тырговиште» —  «Олимп» (Прага)  
6 ноября. 3:1 (25:18, 23:25, 25:18, 27:25).
13 ноября. 3:0 (26:24, 25:22, 25:12).
 «Олимпиада-Неаполис» (Никосия) —  «Шарлеруа»
6 ноября. 3:2 (12:25, 22:25, 25:12, 25:18, 17:15).
12 ноября. 0:3 (22:25, 16:25, 23:25).
 «Панатинаикос» (Афины) —  «Уникаха Андалусия» (Дос-Эрманас)
6 ноября. 3:0 (25:19, 25:13, 25:22).
13 ноября. 1:3 (21:25, 25:18, 20:25, 20:25). «Золотой» сет — 6:15.
 «Аполло-8» (Борне) —  «Левски» (София)
6 ноября. 2:3 (17:25, 25:22, 22:25, 25:20, 12:25).
13 ноября. 0:3 (21:25, 21:25, 16:25).
 «Рома» (Рим) —  «Рапид» (Бухарест)  
7 ноября. 3:0 (25:19, 25:18, 25:17).
12 ноября. 3:0 (25:19, 25:17, 25:18).

## 1/8 финала
26-28.11/ 11-12.12.2024
 «Олимпиакос» (Пирей) —  «Лугож» 
26 ноября. 3:0 (25:15, 25:21, 25:20).
11 декабря. 2:3 (16:25, 25:21, 20:25, 25:15, 11:15).
 «Пфеффинген» —  «Галатасарай» (Стамбул)
28 ноября. 0:3 (18:25, 13:25, 17:25).
12 декабря. 0:3 (9:25, 12:25, 18:25).
 «Тетис Вулас» (Вула) —  «Бенфика» (Лиссабон)
27 ноября. 0:3 (20:25, 19:25, 25:27).
11 декабря. 1:3 (25:19, 18:25, 25:27, 20:25).
 «Реале Мутуа Фенера» (Кьери) —  «Кангасала» 
27 ноября. 3:0 (25:19, 25:21, 25:15).
12 декабря. 3:0 (25:14, 25:18, 25:15).
 «Дюдинген» —  «Потсдам»
27 ноября. 0:3 (21:25, 9:25, 13:25).
12 декабря. 0:3 (18:25, 21:25, 19:25).
 «ГЕН-И Воллей» (Нова-Горица) —  «Тырговиште»
27 ноября. 2:3 (25:18, 23:25, 15:25, 26:24, 15:17).
12 декабря. 0:3 (21:25, 21:25, 15:25).
 «Шарлеруа» —  «Уникаха Андалусия» (Дос-Эрманас)  
27 ноября. 3:0 (25:16, 25:21, 25:17).
11 декабря. 3:1 (25:22, 28:26, 7:25, 25:16).
 «Левски» (София) —  «Рома» (Рим)
27 ноября. 1:3 (19:25, 25:23, 23:25, 20:25).
11 декабря. 0:3 (18:25, 12:25, 12:25).

## Четвертьфинал
7-8.01/ 22-23.01.2025
 «Олимпиакос» (Пирей) —  «Галатасарай» (Стамбул)
8 января. 0:3 (11:25, 24:26, 17:25).
23 января. 2:3 (13:25, 25:20, 25:22, 9:25, 8:15).
 «Бенфика» (Лиссабон) —  «Реале Мутуа Фенера» (Кьери)
8 января. 1:3 (25:20, 14:25, 20:25, 19:25).
22 января. 0:3 (16:25, 16:25, 22:25).
 «Потсдам» —  «Тырговиште»
8 января. 3:0 (25:18, 25:14, 25:12).
22 января. 3:0 (25:18, 25:13, 25:18).
 «Шарлеруа» —  «Рома» (Рим)
7 января. 0:3 (15:25, 14:25, 18:25).
22 января. 1:3 (13:25, 17:25, 25:14, 13:25).

## Полуфинал
4-6.02/ 18-19.02.2025
 «Галатасарай» (Стамбул) —  «Реале Мутуа Фенера» (Кьери)
5 февраля. 1:3 (29:27, 20:25, 17:25, 17:25).
18 февраля. 3:1 (22:25, 25:20, 25:23, 27:25). «Золотой» сет — 13:15.
 «Потсдам» —  «Рома» (Рим)
5 февраля. 3:2 (25:21, 21:25, 19:25, 25:15, 15:9).
19 февраля. 0:3 (21:25, 19:25 20:25).

## Финал

### 1-й матч
| 4 марта 2025 | \| «Реале Мутуа Фенера» (Кьери) \| 2:3 cev.eu \| «Рома» (Рим) \| \| Анне Бёйс (7) Анна Грэй (5) Люсиль Жикель (20) Эвери Скиннер (21) Сара Альберти (3) Сара ван Ален (4) Илария Спирито (либеро) Марта Антули (5) Гая Гуидуччи Элена Роландо Анастасия Ляшко (9) Ловет Оморуйи (5) \| Голы \| Вильма Салас (20) Микела Чарокки (14) Анна Аделузи (16) Джулия Мелли (11) Мари Шёльцель (12) Сладжана Миркович Джорджия Дзаннони (либеро) Габриэла Орвошова Клаудия Проварони Маргерита Муци Микела Рукли (1) \| | Турин Palazzetto dello Sport Gianni Asti 3970 зрителей |
| Счёт по партиям — 20:25, 25:17, 22:25, 25:18, 12:15. Время матча — 2 часа 11 минут. Судьи: Корай Йылмазгиль, Серена Сальвати.                                                                                   | | |
| «Реале Мутуа Фенера» (Кьери) | 2:3 cev.eu | «Рома» (Рим) |
| Анне Бёйс (7) Анна Грэй (5) Люсиль Жикель (20) Эвери Скиннер (21) Сара Альберти (3) Сара ван Ален (4) Илария Спирито (либеро) Марта Антули (5) Гая Гуидуччи Элена Роландо Анастасия Ляшко (9) Ловет Оморуйи (5) | Голы | Вильма Салас (20) Микела Чарокки (14) Анна Аделузи (16) Джулия Мелли (11) Мари Шёльцель (12) Сладжана Миркович Джорджия Дзаннони (либеро) Габриэла Орвошова Клаудия Проварони Маргерита Муци Микела Рукли (1) |

### 2-й матч
| 11 марта 2025 | \| «Рома» (Рим) \| 3:1 cev.eu \| «Реале Мутуа Фенера» (Кьери) \| \| Вильма Салас (17) Микела Чарокки (9) Анна Аделузи (26) Джулия Мелли (17) Мари Шёльцель (2) Сладжана Миркович (4) Джорджия Дзаннони (либеро) Клаудия Проварони Габриэла Орвошова Маргерита Муци \| Голы \| Эвери Скиннер (23) Анна Грэй (1) Люсиль Жикель (8) Анне Бёйс (18) Сара Альберти (9) Сара ван Ален (1) Илария Спирито (либеро) София Джаннелли (либеро) Марта Антули (4) Элена Роландо Ловет Оморуйи (1) Гая Гуидуччи (1) \| | Рим Palazzetto dello Sport Small 3500 зрителей |
| Счёт по партиям — 25:19, 22:25, 25:19, 27:25. Время матча — 2 часа 1 минута. Судьи: Судьи: Сергей Родин, Пауль Херботс.                                                                        | | |
| «Рома» (Рим) | 3:1 cev.eu | «Реале Мутуа Фенера» (Кьери) |
| Вильма Салас (17) Микела Чарокки (9) Анна Аделузи (26) Джулия Мелли (17) Мари Шёльцель (2) Сладжана Миркович (4) Джорджия Дзаннони (либеро) Клаудия Проварони Габриэла Орвошова Маргерита Муци | Голы | Эвери Скиннер (23) Анна Грэй (1) Люсиль Жикель (8) Анне Бёйс (18) Сара Альберти (9) Сара ван Ален (1) Илария Спирито (либеро) София Джаннелли (либеро) Марта Антули (4) Элена Роландо Ловет Оморуйи (1) Гая Гуидуччи (1) |

## Призёры
«Рома» (Рим): Клаудиа Проварони, Вильма Салас Росель, Микела Чарокки, Микела Рукли, Анна Аделузи, Мари Шёльцель, Джулия Мелли, Джорджия Дзаннони, Сладжана Миркович, Габриэла Орвошова, Маргерита Муци. Главный тренер — Джузеппе Куккарини.
  «Реале Мутуа Фенера» (Кьери): София Дзанелли, Мартина Беднарек, Илария Спирито, Эвери Скиннер, Анастасия Ляшко, Сара Альберти, Сара ван Ален, Марта Антули, Анне Бёйс, Люсиль Жикель, Элена Роландо, Анна Грэй, Изабелла Лаваньино, Ловет Оморуйи, Гая Гуидуччи. Главный тренер — Джулио Чезаре Бреголи.